# Alcudia (Alicante)
Alcudia (en valenciano y oficialmente L'Alcúdia) es una localidad y pedanía española perteneciente al municipio de Cocentaina, en la provincia de Alicante, Comunidad Valenciana. Está situada en la parte suroccidental de la comarca del Condado de Cocentaina.
En toda la partida de Alcudia vive un total de 1.326 habitantes convirtiéndose en la partida más grande de todo el término municipal. Está a una distancia de 7'8 km aproximadamente de la vecina localidad de Alcoy, a 2'5 km de Cocentaina y a 3'5 km de Muro de Alcoy.
- Datos: Q5688675